# Аверон
 Тази статия е за реката във Франция.  За департамента вижте Аверон (департамент).  
Аверон (на френски: Aveyron) е река в Южна Франция (департаменти Аверон, Тарн и Тарн и Гарона), десен приток на Тарн (десен приток на Гарона). Дължина 291 km, площ на водосборния басейн 5300 km².

## Географска характеристика
Река Аверон води началото си на 993 m н.в., от централната част на платото Кос (южната част на Централния Френски масив), на 9 km северозападно от град Северак льо Шато, в източната част на департамента Аверон. В горното течение пресича в западно направление платото Кос, в средното – в южно направление платото Сегала, а в долното – югозападните хълмисти райони на Централния Френски масив, като тече предимно в широка и плитка долина с множество меандри. Влива се отдясно в река Тарн (десен приток на Гарона), на 71 m н.в., на 9 km северно от град Монтобан, департамента Тарн и Гарона
Водосборният басейн на Аверон обхваща площ от 5300 km², което представлява 33,76% от водосборния басейн на река Тарн. На север водосборният басейн на Аверон граничи с водосборния басейн на река Ло (десен приток на Гарона), а на юг – с водосборните басейни на малки и къси десни притоци на Тарн.
Аверон получава 24 притока с дължина над 10 km, в т.ч. 3 притока над 50 km:
- леви – Серен, Вьор (168 km, 1530 km²), Серу (87 km, 503 km²), Вер (53 km, 311 km²);
- десни – Сер, Бонет, Лер (45 km, 311 km²).

Река Аверон има предимно подхранване с ясно изразено пролетно пълноводие. Среден годишен отток в устието 56,5 m³/sec.

## Стопанско значение, селища
Водите на Аверон основно се използват за промишлено и битово водоснабдяване. Долината на реката е гъсто заселена, но предимно малки населени места, като най-големите са градовете: Родез и Вилфранш дьо Руерг (департамент Аверон), Лафрансез (департамент Тарн и Гарона).